# 마대 (자루)

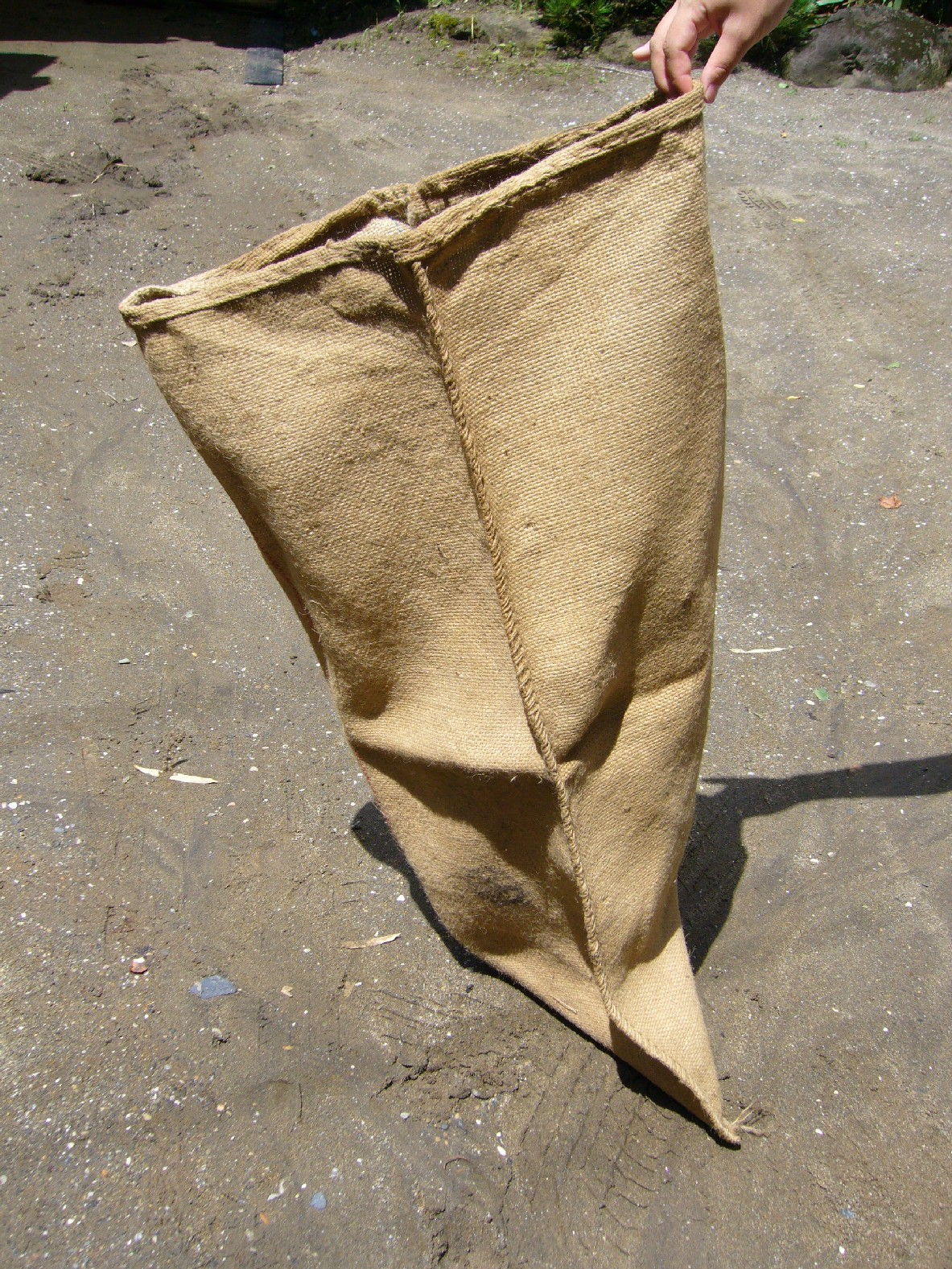
삼베 자루로 만든 자루

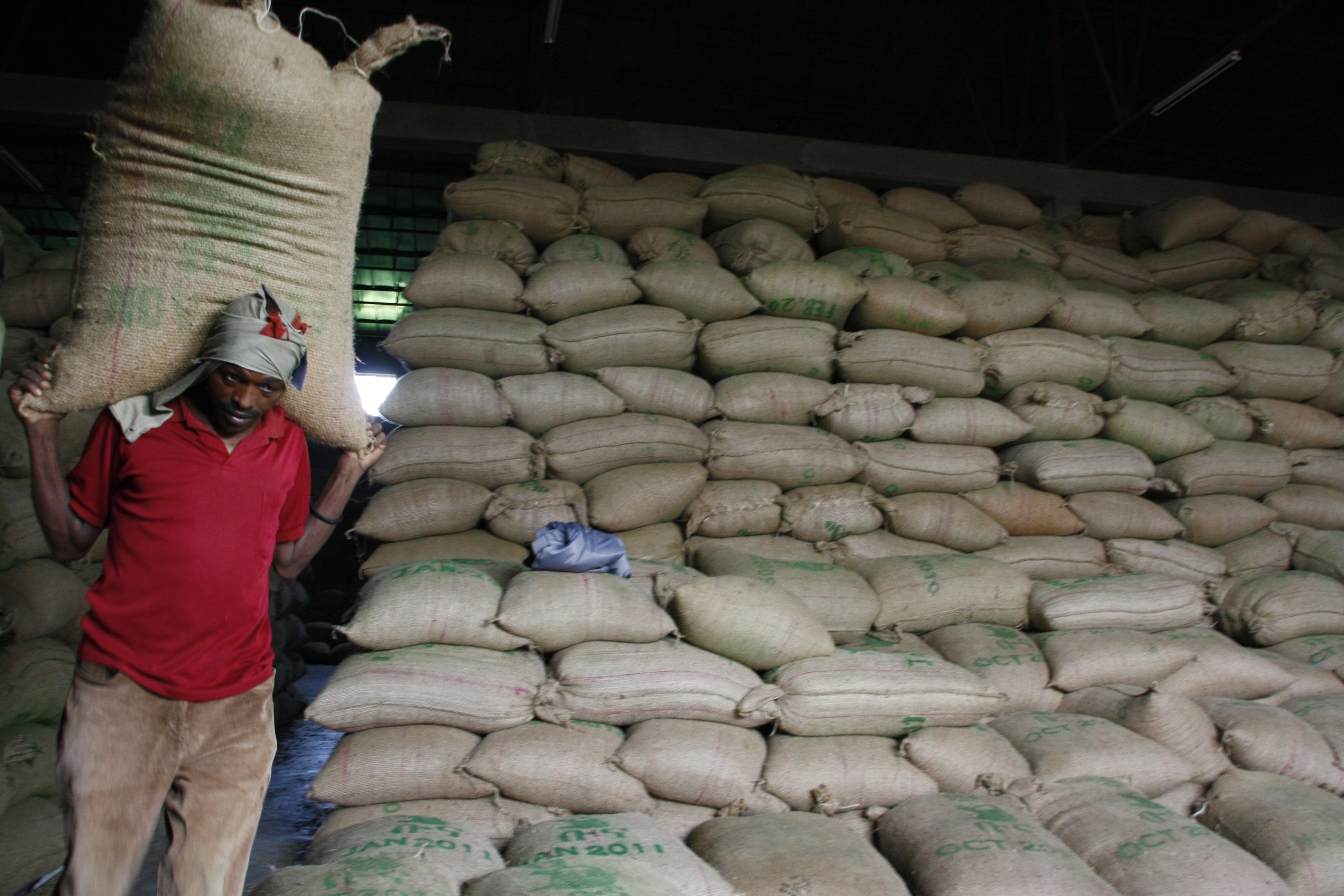
에티오피아의 커피 자루 더미

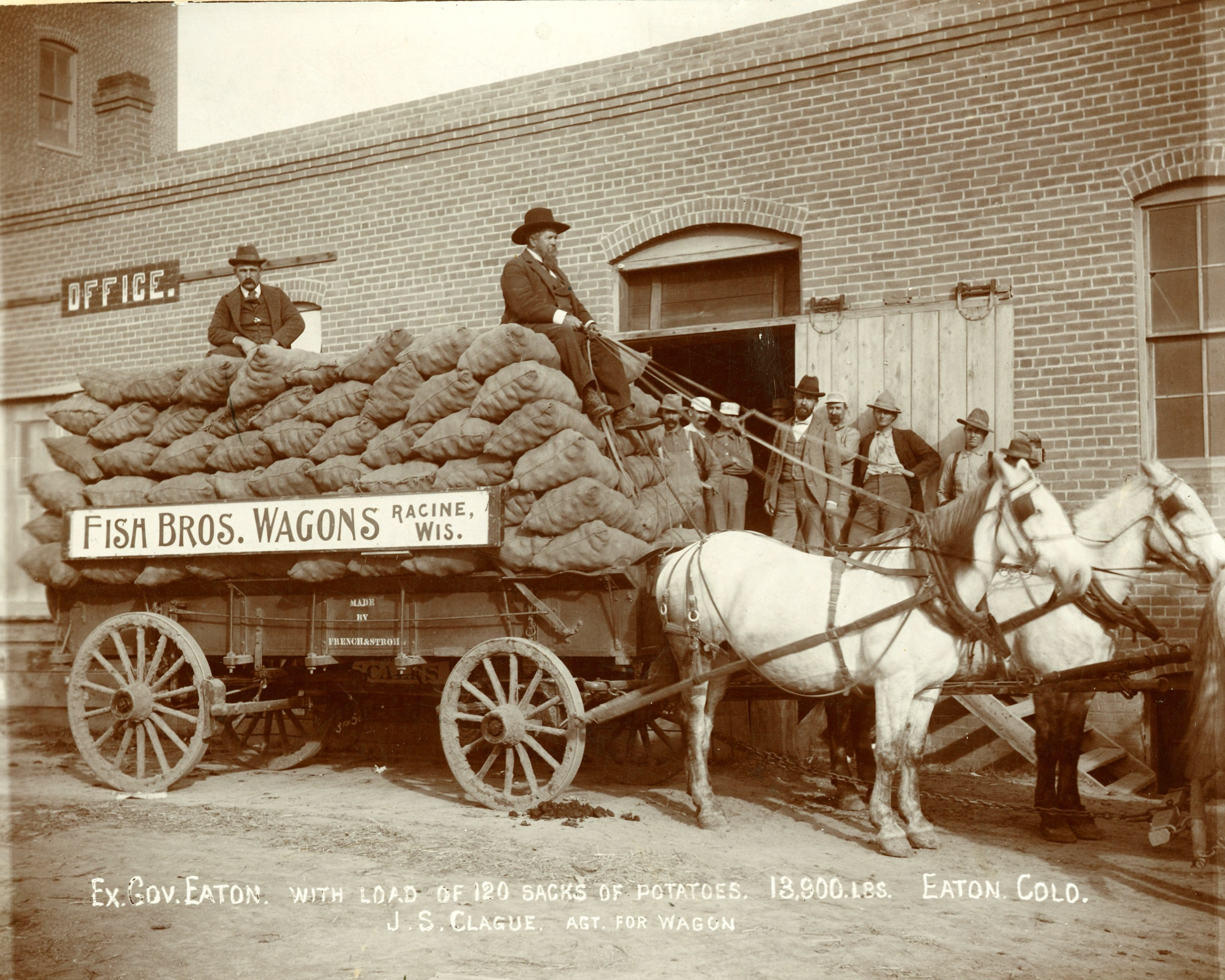
1890년대 콜로라도에서 말들이 운반하는 감자 자루

마대(麻袋)는 전통적으로 황마포 (헤시안 직물)로 만들어진 큰 가방으로, 황마, 대마, 사이잘 또는 기타 천연섬유로 구성되며, 일반적으로는 거친 방적 형태의 토우로 만들어진다. 현대의 마대는 종종 합성 직물인 폴리프로필렌으로 만들어진다.
거친 직물을 의미하는 거니(gunny)라는 단어는 인도아리아어군에서 유래했다. 일반적으로 약 50 킬로그램 (110 lb)을 담는 재활용 가능한 마대는 전통적으로, 그리고 어느 정도는 여전히 곡물, 감자 및 기타 농산물을 운반하는 데 사용되었다. 호주에서는 인도 황마로 만든 이 자루를 전통적으로 "헤시안 자루", "헤시안 가방" 또는 "설탕 가방"이라고 불렀다.
마대는 때때로 특히 비상시에 침식 방지를 위한 모래자루로 사용된다. 20세기 후반까지 덜 흔해질 때까지, 마대는 시골 지역에서 산불을 진압하는 주요 도구 중 하나였으며, 물을 적셔서 사용 가능할 때 사용되었다. 마대는 또한 전통적인 어린이 놀이인 자루 경주에서도 인기가 많다.

## 크기
마대는 약 50 kg (110 lb)의 감자를 담을 수 있으며, 크기는 45 인치 (110 cm) x 34 인치 (86 cm)이다. 마대는 더 이상 감자를 운반하는 데 사용되지 않지만, 아이다호주 농부들 사이에서 감자의 일반적인 측정 단위는 여전히 "자루(sack)"이다.

## 같이 보기
- 마대
- 황마포
- 천연섬유
- 자루
- 부대 (동음이의)
- 포대 (동음이의)